# Actinidia rudis
Actinidia rudis är en tvåhjärtbladig växtart som beskrevs av Stephen Troyte Dunn. Actinidia rudis ingår i släktet aktinidiasläktet, och familjen Actinidiaceae. Utöver nominatformen finns också underarten 